# 恰納卡萊

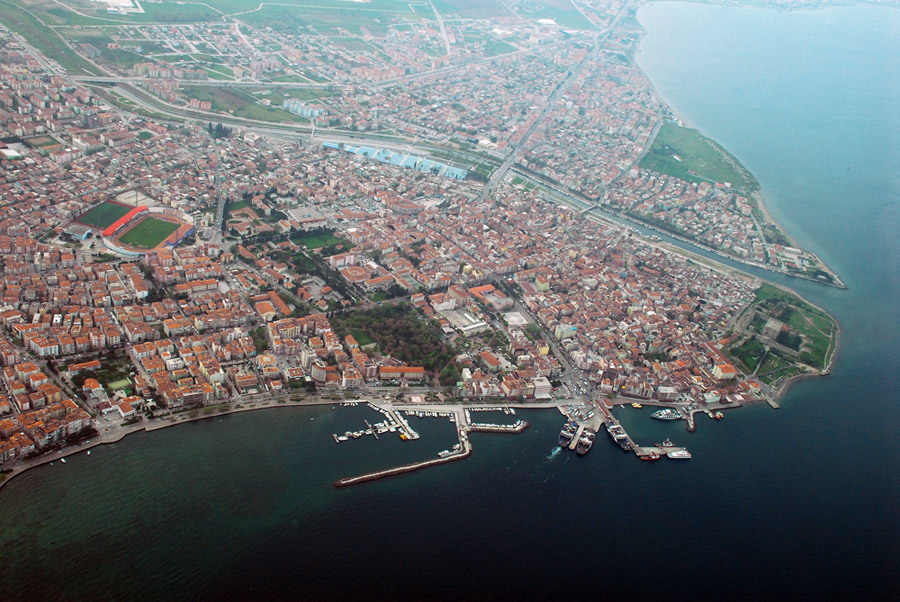
恰納卡萊

恰納卡萊（土耳其語：Çanakkale），又稱為加歷奇，是土耳其的城鎮，也是恰納卡萊省的首府，位於該國西部達達尼爾海峽沿岸，鄰近希臘，面積938平方公里。恰納卡萊受地中海氣候影響，每年平均降雨量612毫米，2010年人口106,116。恰納卡萊曾是希臘的領土，直至1923年土耳其獨立戰爭後才正式成為土耳其領土。

## 外部連結
- Çanakkale Web Site （页面存档备份，存于）
- Çanakkale Özel Web Sitesi （页面存档备份，存于）
- Pictures of the town and sub-galleries to major sights （页面存档备份，存于）
- an overview of memorials, cemeteries and relics of the gallipoli campaign, in Turkish known as the Canakkale wars.